# 董洵
董 洵（とう じゅん、1740年 - 1812年）は、中国清朝中期の篆刻家・書家・画家である。
字は企泉、号は小池・念巣。紹興府山陰県の人。

## 略伝
早いうちに篆刻を習い始める。童試に臨んだが及第せず科挙による出立を諦める。某に仕え平楽県に赴いたときも余暇に詩文を究め、篆刻に励み、画は蘭竹図、書は篆書・隷書を修めた。南充県主簿に任ぜられ、官吏として努力して功績を積んだが、些細な失敗から罷免されてしまう。落胆し各地を遊歴し、詩書画篆刻はますます巧みとなり、特に篆書で名声を得た。また琴の名手でもあった。
揚州八怪の一人である羅聘との交わりが深く、その印を多く刻している。羅聘の自用の印を集めた『衣雲印存』（『羅両峰印存』）に董洵の印が28方もある。
董洵は巴慰祖・胡唐との交わりが知られることから徽派に属すと見られたが、羅聘印の側款から浙派の祖である丁敬に師法していることが判明した。

## 著書
- 『小池詩鈔』
- 『多野斎印説』